# Andre José Macamo
Jossias, właśc. Andre José Macamo (ur. 26 stycznia 1976 w Maputo) – mozambicki piłkarz grający na pozycji pomocnika.

## Kariera klubowa
Swoją karierę piłkarską Jossias rozpoczął w klubie CD Matchedje de Maputo. W jego barwach zadebiutował w 1992 roku w pierwszej lidze mozambickiej. W 1995 przeszedł do CD Costa do Sol. W latach 2000 i 2001 wywalczył z Costa do Sol dwa tytuły mistrza Mozambiku. W latach 1999 i 2000 zdobył Puchar Mozambiku.
W 2001 roku Jossias przeszedł do południowoafrykańskiego Kaizer Chiefs. W 2003 roku wygrał z nim Telkom Knockout oraz Vodacom Challenge. W latach 2003–2005 grał w Dynamosie Polokwane, a w sezonie 2005–2006 w Moroce Swallows.
W 2006 roku Jossias wrócił do Costa do Sol i grał w nim do końca swojej kariery, czyli do 2008 roku. W 2007 roku wywalczył z Costa do Sol dublet – mistrzostwo i puchar kraju.

## Kariera reprezentacyjna
W reprezentacji Mozambiku Jossias zadebiutował 26 maja 1996 w przegranym 0:1 towarzyskim meczu z Malawi. W 1998 roku był w kadrze Mozambiku na Puchar Narodów Afryki 1998. Na nim rozegrał trzy mecze: z Egiptem (0:2), z Marokiem (0:3) i z Zambią (1:3). W kadrze narodowej grał do 2005 roku. Od 1996 do 2005 rozegrał w kadrze narodowej 58 meczów i strzelił 6 goli.